# Отделение истории и теории искусства исторического факультета МГУ
Отделение истории и теории искусства исторического факультета МГУ — одно из старейших учебных заведений России, где не только преподают, но и изучают историю искусства как самостоятельную гуманитарную дисциплину. Руководители, профессора и выпускники факультета с середины XIX века играли ключевую роль в сложении российского искусствознания, став его классиками и основателями научной школы.
В разное время Отделение возглавляли такие мэтры русского и советского искусствоведения, как Иван Цветаев, Михаил Алпатов, Борис Виппер, Игорь Грабарь, Алексей Фёдоров-Давыдов, Дмитрий Сарабьянов, Виктор Лазарев, Виктор Гращенков. «Кабинет изящных искусств и древностей» при кафедре (см. ниже) стал началом ГМИИ им. А. С. Пушкина, изначально называвшегося Музеем изящных искусств при Московском университете.
В настоящий момент состоит из двух подразделений: Кафедра всеобщей истории искусства и Кафедра истории отечественного искусства.

## История
Традиционно датой его основания считается 5 октября 1857 года (однако «история искусства» и учебные дисциплины, подобные ей («археология искусства», «изящные искусства» и т. д.), были представлены на различных кафедрах Московского университета значительно раньше этой даты. Так, согласно Уставу 1804 года в Московском университете была создана, в числе прочих, кафедра теории изящных искусств.
А 5 октября 1857 года Карл Карлович Герц, в соответствии с решением Министерства народного просвещения «Об открытии при Московском университете преподавания истории и археологии искусства и об определении для оного кандидата Герца доцентом», прочитал лекцию на тему «О значении истории искусства», что и положило начало кафедре, а позднее отделению.
Жизнь вновь созданной кафедры на начальном этапе проходила под влиянием личности и ученых заслуг Фёдора Буслаева, участвовавшим в её создании вместе Сергеем Соловьевым и Павлом Леонтьевым. Под руководством Буслаева сформировался Никодим Кондаков.
Её профессор Иван Цветаев (с 1889 года — ординарный профессор по кафедре теории и истории искусства), который отталкиваясь от коллекции отделения («Кабинет изящных искусств и древностей»), создал Пушкинский музей.

«Усилия Цветаева по организации художественного музея способствовали тому, что в Московском университете впервые в России кафедра истории искусств в 1909 году фактически превратилась в отделение, а предмет истории искусства стал самостоятельной дисциплиной».

В начале XX века важное место на кафедре занимал Николай Ильич Романов (1867—1948), искусствовед, специалист по итальянскому Возрождению, также директор ГМИИ. «Именно при его активном участии в 1907 году кафедра, до того входившая в состав классического отделения историко-филологического факультета была выделена в самостоятельное отделение истории и теории искусств на том же факультете». Среди его учеников, выпускников кафедры, были самые значительные российские искусствоведы следующего периода — Борис Виппер и Алексей Сидоров, начинавшие свою преподавательскую работу на кафедре накануне революции, Александр Габричевский, а также мэтры советского искусствознания В. Н. Лазарев (подхвативший преемственность у Кондакова), Михаил Алпатов, Николай Брунов и Герман Жидков, учившиеся в первые послереволюционные годы.

### Советское время
В XX веке отделение кочевало между разными факультетами МГУ.
После реорганизации историко-филологического факультета в 1917 году искусствоведческая кафедра вошла в 1921 году в состав факультета общественных наук (ФОН). В 1925 году ФОН (частью которого был к тому времени истфак) декретом Совнаркома был преобразован в факультет советского права и этнологический, последний из которых имел отделение изобразительных искусств. 
В 1931 году гуманитарные факультеты были выделены из МГУ, образовав Институт истории, философии и литературы (МИФЛИ), там искусствоведческое отделение оставалось до декабря 1941 года, когда произошло обратное объединение МИФЛИ с МГУ. Отделение истории и теории искусства вошло в состав филологического факультета.
В годы войны преподавание велось в эвакуации и продолжалось в Москве. «В конце 1943 года, когда объединились все группы преподавателей, как „московская“, так и вернувшиеся из эвакуации, на филологическом факультете сформировалось отделение в составе двух кафедр — истории русского искусства и общего искусствознания» (истории русского и советского искусства и истории зарубежного искусства). 
В 1950 году «благодаря усилиям и неукротимой энергии А. А. Федорова-Давыдова, было переведено с филологического факультета на исторический факультет, а четыре года спустя образовалась единая кафедра истории и теории искусства, руководителем которой и стал он сам. В 1960 году вновь восстанавливаются уже традиционные для университетского преподавания две кафедры, которые существуют и поныне».
Располагался вместе с прочими факультетами МГУ на Моховой улице, позже переехал на Воробьевы горы, в 1-й ГУМанитарный корпус. В 2008 году вместе с историческим факультетом переместился в Шуваловский корпус. 
Библиотека при отделении — Лазаревский кабинет («Кабинет истории искусства имени В. Н. Лазарева»).

## Руководители
- К. К. Герц (1857—1889) — первый профессор на кафедре истории искусства Московского университета
- член-корр. Петербургской АН И. В. Цветаев — директор Музея изящных искусств (1912—1913)
- В. Е. Гиацинтов
- В. К. Мальмберг — директор Музея изобразительных искусств (1913—1921)
- д.иск. Н. И. Романов — директор Музея изобразительных искусств (1923—1928)
- 1922—1938 — д.иск. А. И. Некрасов

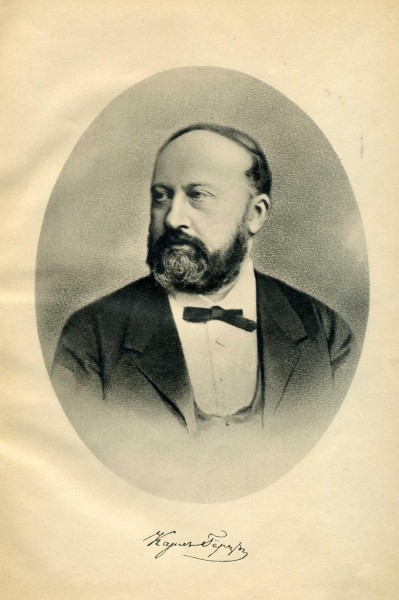
Герц
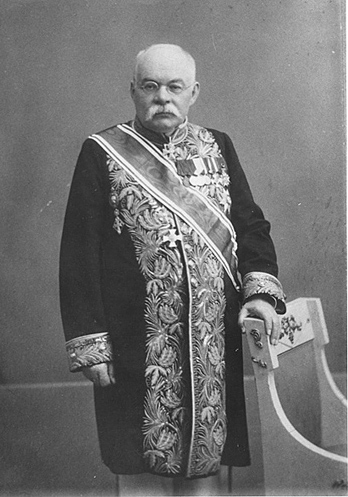
Цветаев
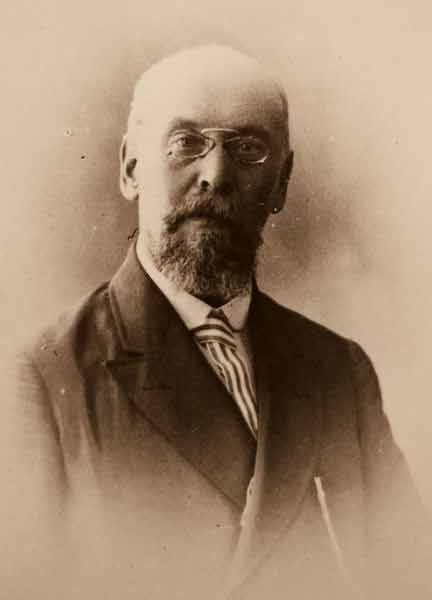
Гиацинтов
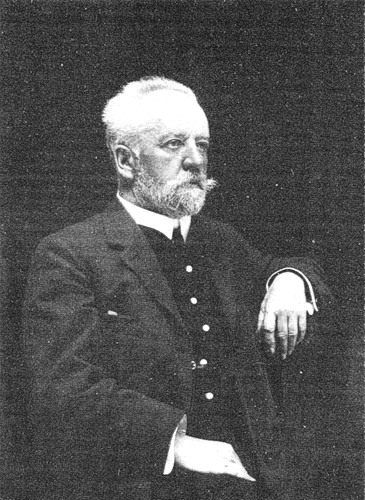
Мальмберг

### Кафедра теории и истории искусства
Единая кафедра, объединявшая русское и западное искусство, существовала в 1954—1960 годы.

### Кафедра отечественного искусства
Прежнее название: кафедра русского и советского искусства.
В 1954—1960 гг. единая кафедра теории и истории искусства
- до 1944 — действ. член АХ СССР М. В. Алпатов
- 1944—1947 — акад. И. Э. Грабарь
- 1948—1967 — член-корр. АХ СССР А. А. Фёдоров-Давыдов
- 1967—1972 — д.иск. М. А. Ильин
- 1972—1984 — акад. Д. В. Сарабьянов
- 1984—2003 — действ. член РАХ А. И. Морозов
- 2003—2015 — действ. член РАХ В. С. Турчин
- с 2016 — член-корр. РАН В. В. Седов

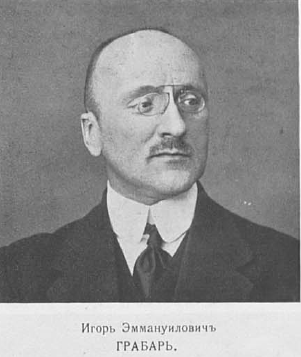
Грабарь
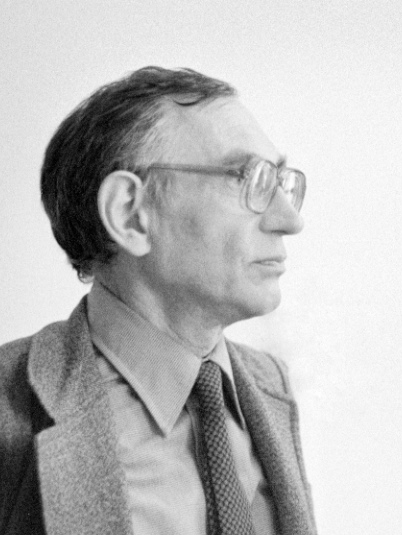
Сарабьянов
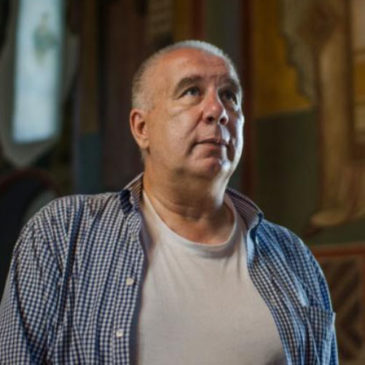
Седов

### Кафедра всеобщей истории искусства
Прежние названия: общего (зарубежного) искусствознания, истории зарубежного искусства.
Переведена с филологического факультета в 1950 г.; в 1954—1960 гг. единая кафедра теории и истории искусства.
- 1950—1954 — член-корр. АХ СССР Б. Р. Виппер
- 1960—1976 — член-корр. АН СССР В. Н. Лазарев
- 1976—2003 — член-корр. РАН В. Н. Гращенков
- 2003—2007 — д.иск. В. П. Головин
- 2007—2018 — д.иск. И. И. Тучков
- С 2018 года — и. о. завкафедрой — Лопухова Марина Александровна

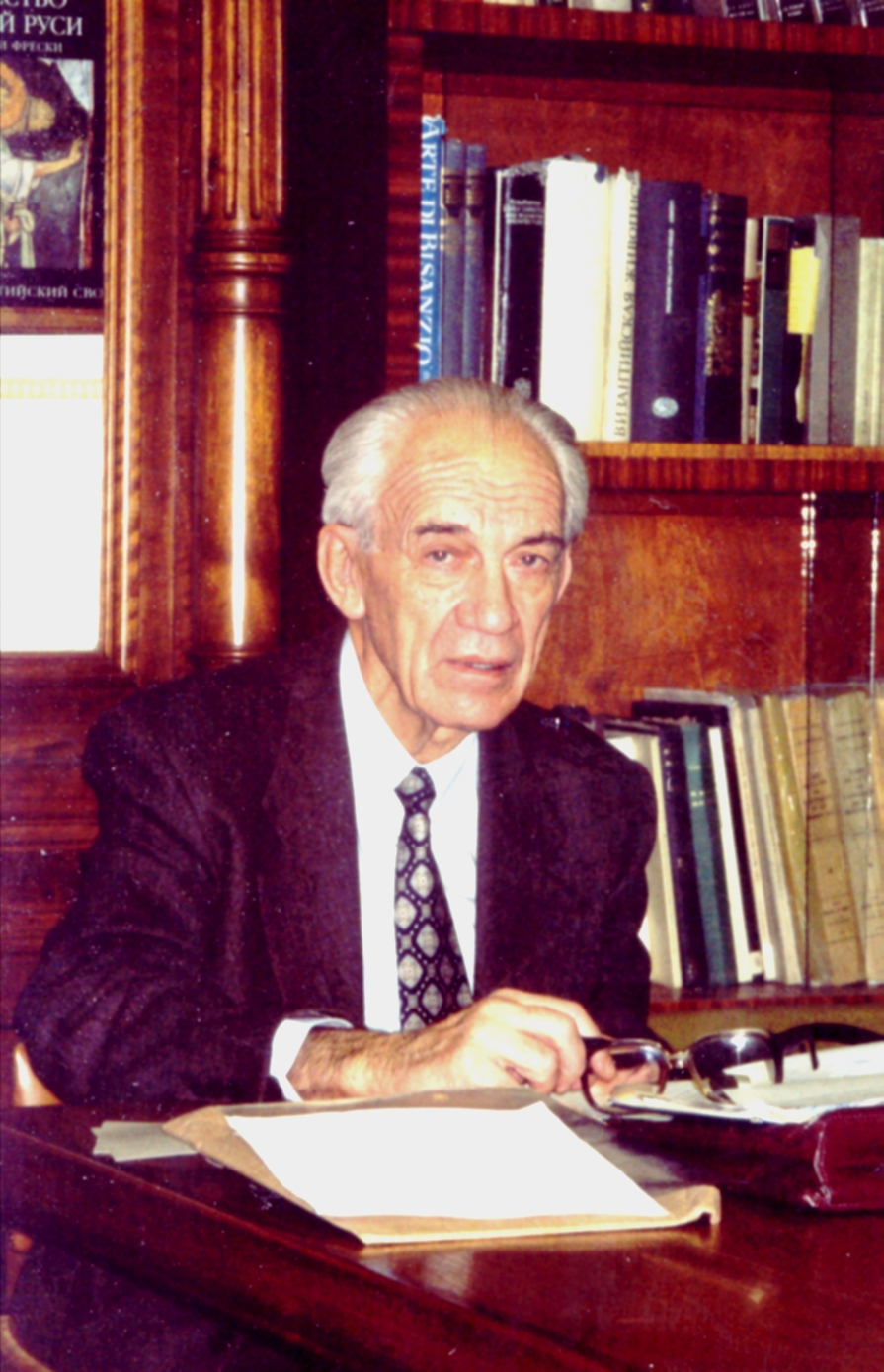
Гращенков
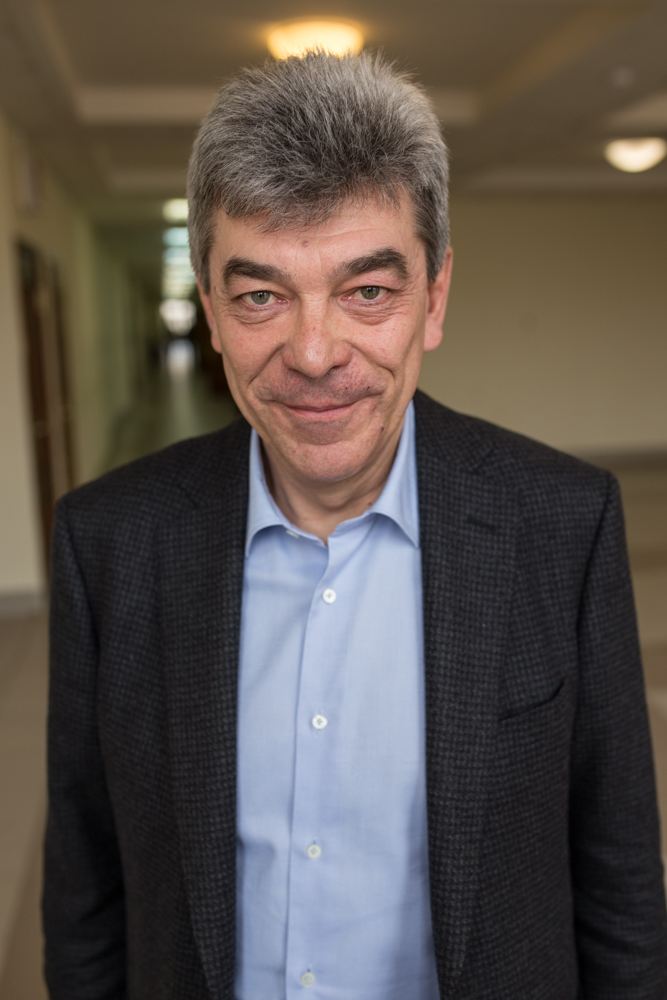
Тучков

## Преподаватели
С начала XX века в Московском университете работали известные искусствоведы: академики Б. А. Тураев, И. Э. Грабарь и Д. В. Сарабьянов, члены-корреспонденты Академии наук И. В. Цветаев, В. Н. Щепкин, А. А. Сидоров, В. Н. Лазарев и В. Н. Гращенков, действительные члены Академии художеств М. В. Алпатов, Б. В. Веймарн, В. М. Полевой, А. И. Морозов, В. С. Турчин и А. В. Толстой, члены-корреспонденты Академии художеств Б. Р. Виппер, А. А. Фёдоров-Давыдов и Ю. Д. Колпинский, профессора В. Е. Гиацинтов, В. К. Мальмберг, Н. И. Романов, Н. И. Брунов, Б. П. Денике, А. И. Некрасов, Е. А. Некрасова, В. В. Павлов, А. Р. Габричевский, М. А. Ильин, И. Л. Маца, Г. П. Недошивин, Н. Н. Коваленская, В. Н. Прокофьев, В. П. Головин, А. И. Комеч, В. М. Василенко, Ю. К. Золотов, Г. И. Соколов, О. С. Евангулова, О. С. Попова, В. Д. Дажина, И. И. Тучков, Н. М. Никулина, М. М. Алленов, А. Л. Расторгуев и др.
Среди современных преподавателей оделения: член-корреспондент РАН В. В. Седов, профессора С. С. Ванеян, А. А. Карев, Т. Д. Карякина,  Э. С. Смирнова, доцент С. В. Хачатуров, старший преподаватель М. А. Реформатская и др.

## Кабинет слепков и ГМИИ

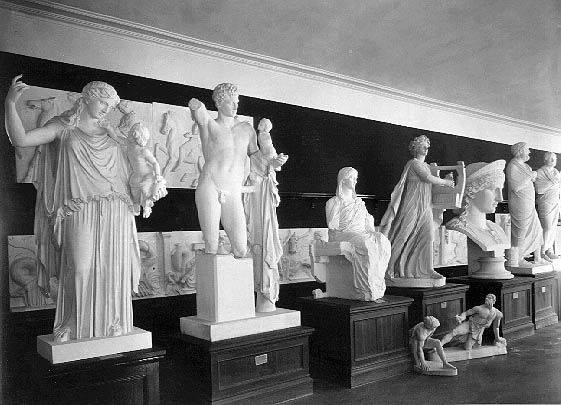
Кабинет изящных искусств и древностей в старом здании московского университета.

В 1806 году в дар от П. Г. Демидова университет получил первую коллекцию из нескольких тысяч золотых, серебряных, оловянных, медных и свинцовых монет.
В 1831 году журнал «Телескоп» опубликовал проект «Об учреждении Эстетического музея при Московском университете», авторами которого были З. А. Волконская и профессор университета С. П. Шевырёв:

Музей «должен содержать полное собрание гипсовых слепков, а по возможности и мраморных копий, с лучших и замечательнейших произведений ваяния древнего, и среднего и нового, копии с отличных картин разных школ классической живописи и, наконец, моделей со всех главнейших памятников архитектуры, древностью и Средними веками потомству завещанных», «чтобы прогулка по галерее статуй живо олицетворяла для нас историю ваяний от начала до наших времен». При музее предполагалась библиотека, в которой должны были находиться лучшие руководства к изучению истории искусств и древностей.

В 1848 году был создан Кабинет изящных искусств и классических древностей при историко-филологическом факультете Московского университета. Его основателем был П. М. Леонтьев, остававшийся хранителем до 1860 года. Его коллекцию составляли античные вазы, нумизматическое собрание, слепки с античной скульптуры и специализированная библиотека. «В 1850-х годах профессор П. М. Леонтьев приобрел несколько бюстов и статуй в гипсовых отливах из Санкт-Петербургской академии художеств, внеся в Московский университет известнейшие изваяния Аполлона Бельведерского, Венеры Милосской, Дианы Версальской, Аполлона Мусагета, Венеры Таврической и ряд бюстов знаменитых людей Греции и Рима. В конце следующего десятилетия на дальнейшее устройство этого собрания поступило денежное назначение от известного писателя В. П. Боткина, и в 1882 году профессор К. К. Гёрц купил на эти средства за границей более 20 статуй и некоторые рельефы по античным образцам. Но главным его увлечением были греческие расписные вазы».
При создании кафедры истории искусства Кабинет стал активно использоваться в качестве его учебного пособия. С 1860 по 1883 год заведующим Кабинетом был К. К. Герц, до 1889 — А. Н. Шварц (будущий министр народного просвещения).
Кабинет стал началом ГМИИ им. А. С. Пушкина, изначально называвшегося Музеем Изящных Искусств имени Императора Александра III при Московском Университете. Музей задумывался профессором кафедры Цветаевым как учебно-образовательный публичный при университете: именно со времен Кабинета в стенах ГМИИ остаётся такое большое количество слепков — учебных пособий.
Все первых четыре директора Пушкинского музея до 1928 года (И. В. Цветаев, В. Е. Гиацинтов, В. К. Мальмберг, Н. И. Романов; далее начались более мелкие конъюнктурные назначения) были главами кафедры, её же выпускницей была И. А. Антонова, возглавлявшая ГМИИ более полувека (1961—2013); назначение Елизаветы Лихачевой возобновило эту традицию.
После постройки здания и открытия музея в нём был разработан лекционный курс, читавшийся в Московском университете на кафедре теории и истории искусства. Студенты отделения искусствоведения МГУ проводят практические семинарские занятия в стенах ГМИИ и в XXI веке.
Функционирующая ныне научная библиотека ГМИИ была создана на основе книжного собрания Кабинета. Библиотека оставалась в ведение университета и после революции, хотя сам музей уже был передан в подчинение Народному комиссариату просвещения.